# Callianthe bedfordiana
Callianthe bedfordiana är en malvaväxtart som först beskrevs av William Jackson Hooker, och fick sitt nu gällande namn av Donnell. Callianthe bedfordiana ingår i släktet Callianthe och familjen malvaväxter. Inga underarter finns listade i Catalogue of Life.